# Hlipiceni
Hlipiceni est une commune roumaine située dans le județ de Botoșani.